# Weyregg am Attersee
Weyregg am Attersee là một đô thị thuộc huyện Vöcklabruck thuộc bang Oberösterreich, Áo. Đô thị Weyregg am Attersee có diện tích 55 km², dân số thời điểm năm 2006 là 482 người.